# Meconopsis bella
Meconopsis bella är en vallmoväxtart som beskrevs av David Prain. Meconopsis bella ingår i släktet bergvallmor, och familjen vallmoväxter. Inga underarter finns listade i Catalogue of Life.

## Bildgalleri

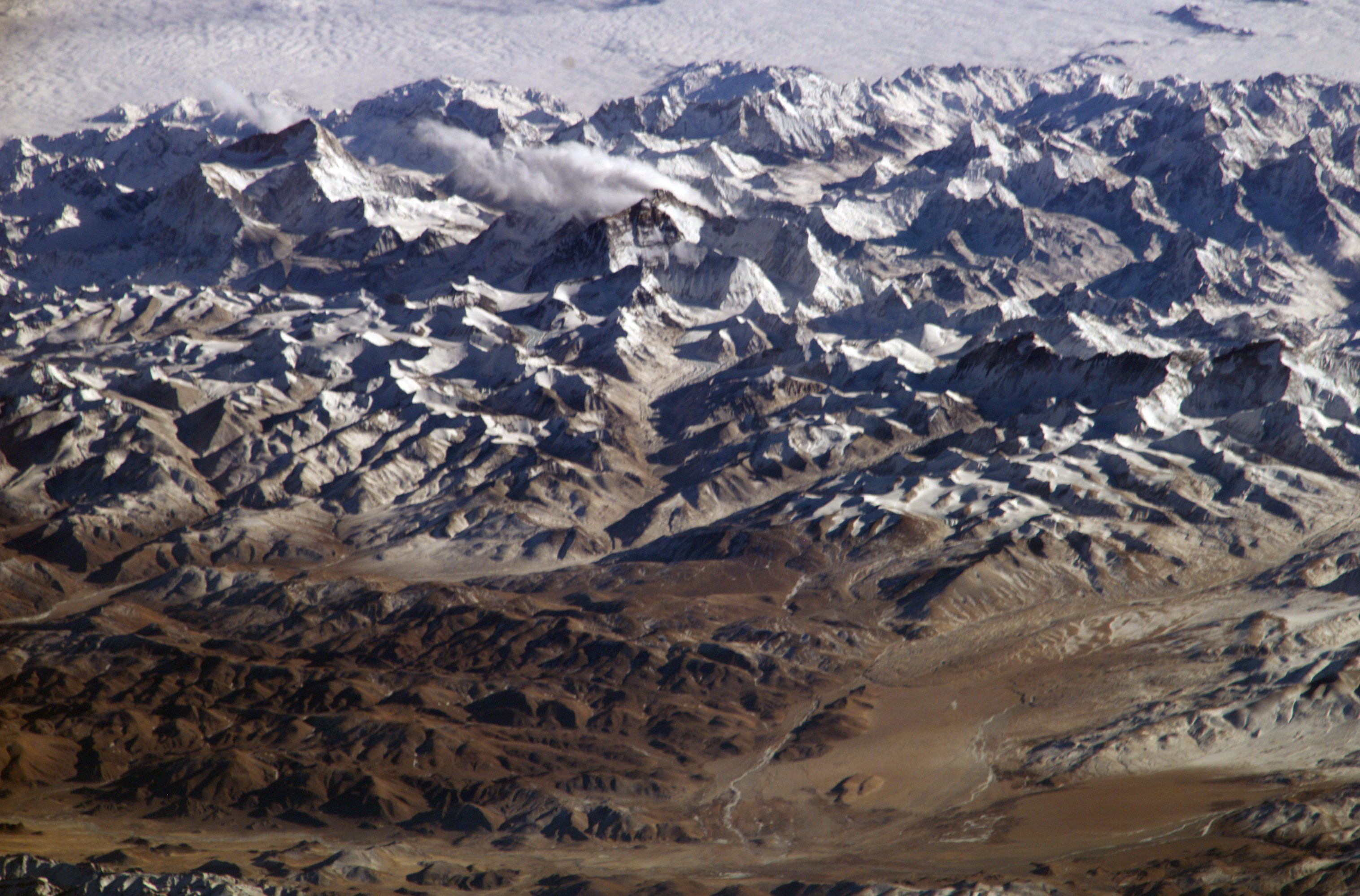